# Curanipe
Curanipe – miasto w Chile, w regionie Maule, w prowincji Cauquenes.